# Louis Lajtai
Louis Lajtai, né Lajos Lajtai le 13 avril 1900 à Budapest et décédé le 12 janvier 1966 à Stockholm, est un compositeur suédois d'origine hongroise.

## Biographie
Louis Lajtai fait ses études musicales à Vienne avant de s'installe ensuite en Europe occidentale, d'abord à Paris en 1935 puis en Suède, dès 1938. Il devient citoyen suédois en 1940.
En 1931, il compose Katinka, créée à Budapest et représentée à Paris en 1933 au théâtre de l'Empire. En 1935, la première de Tonton a lieu au théâtre des Variétés le 20 mars 1935. Il participe à La Poule d'Henri Christiné en 1936. Il écrit l'opérette Blåjackor, créée au Grand Théâtre de Göteborg en 1941. Elle est adaptée au cinéma  à deux reprises, en 1945 et en 1964. 
Ses œuvres sont encore régulièrement représentées en Hongrie.

## Œuvres principales

### Opérettes
- 1941 – Blåjackor, livret de Lauri Wylie
- 1944 – Serenad, livret de Staffan Tjerneld
- 1946 – Eskapad, livret de Staffan Tjerneld

### Musique de film
- 1931 - Die Privatsekretärin, avec Paul Abraham
- 1931 - Dactylo
- 1931 - La segretaria privata
- 1935 -  Az okos mama, avec Dezsõ Horváth et László Virány
- 1945 - Blåjackor
- 1952 - Kronans glada gossar
- 1964 - Blåjackor

## Source de traduction
- (sv) Cet article est partiellement ou en totalité issu de l’article de Wikipédia en suédois intitulé « Lajos Lajtai » (voir la liste des auteurs).